# Медвежі Озера
Медве́жі Озе́ра (рос. Медвежьи Озёра) — присілок у складі Щолковського міського округу Московської області, Росія.
5 травня 2004 року до складу присілка приєднано ліквідоване селище Совхоза «Красний Луч» (231 особа станом на 2002 рік).

## Населення
Населення — 4154 особи (2010; 2557 у 2002).
Національний склад (станом на 2002 рік) присілка Медвежі Озера:
- росіяни — 94 %

Національний склад (станом на 2002 рік) селище Совхоза «Красний Луч»:
- росіяни — 93 %